# Salala
Salala (arab. ‏صلالة‎) – miasto w południowo-zachodnim Omanie, nad Morzem Arabskim (częścią Oceanu Indyjskiego), stolica Muhafazy Zufar i siedziba administracyjna wilajetu Salala. W latach 1932–1970 stolica Omanu. Według danych z 2021 r. liczyło 163 140 mieszkańców (3. miejsce pod tym względem w kraju). Obok miasta przebiega ważny dla Omanu szlak komunikacyjny: droga Maskat – Salala. W tym mieście urodził się poprzedni sułtan Omanu, Kabus ibn Sa’id.

## Turystyka
Miasto jest nazywane „arabską stolicą perfum”. Okolice Salali to coraz popularniejszy kurort turystyczny, ze względu na rozległe, piaszczyste plaże wraz z lagunami (tzw. Karaiby Orientu) oraz przyrodę pobliskich pasm górskich: Dżebel Qara i Dżabal Samhan w Górach Zufar (m.in. bujna zieleń, kilka wodospadów).